# 国立サンマルコス大学
国立サンマルコス大学（スペイン語: Universidad Nacional Mayor de San Marcos、UNMSM）は、ペルーの首都リマにある公立大学。アメリカ大陸最古の大学として知られる。

## 沿革
1551年5月12日に王立リマ大学（Real y Pontificia Universidad de Lima）として創立した。

## ギャラリー

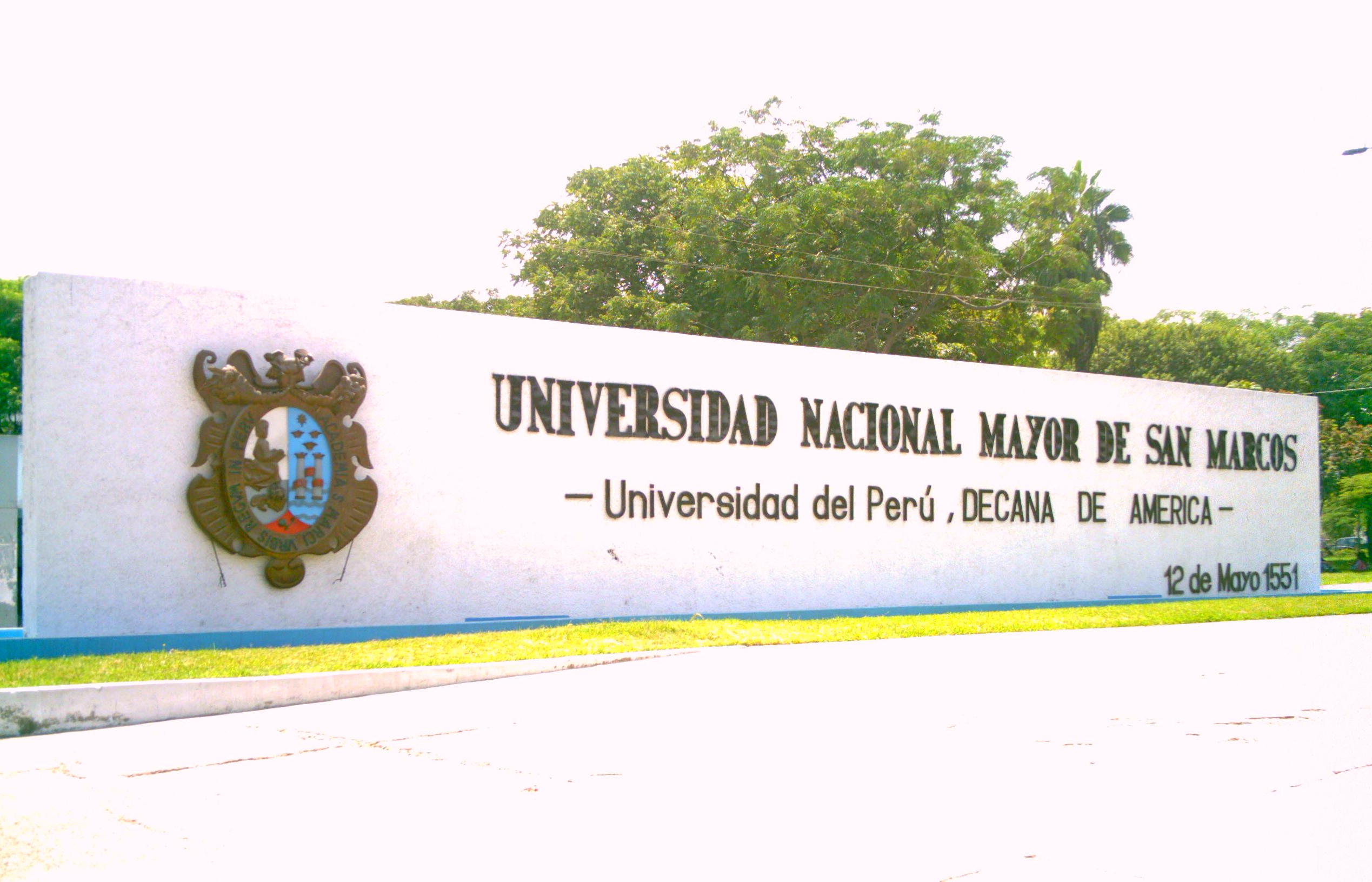
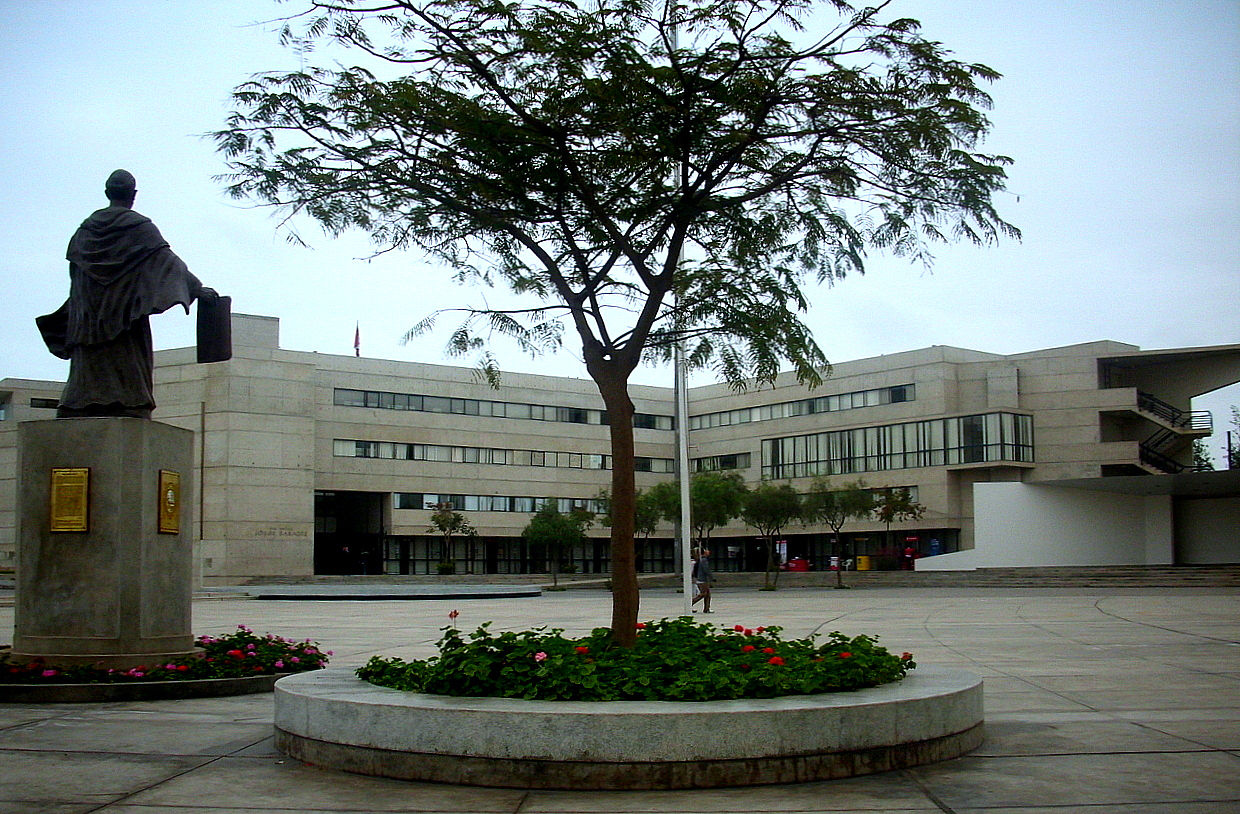
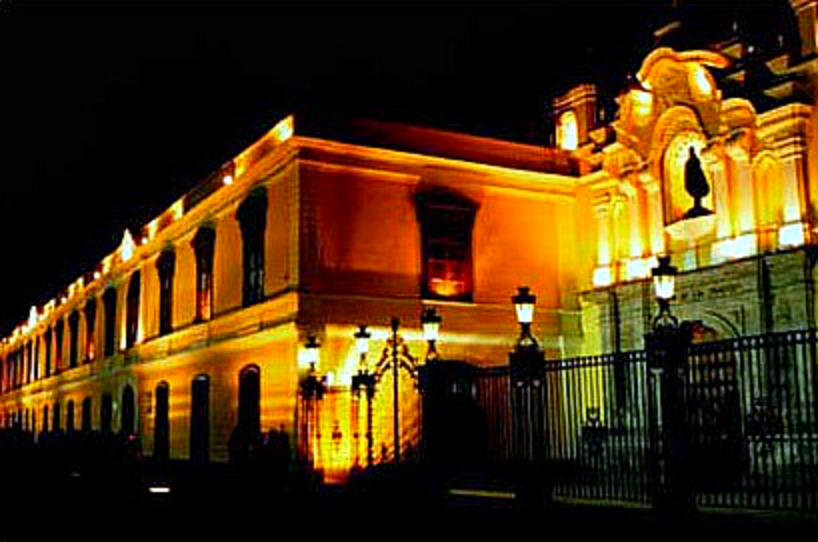

## 著名な卒業生
- サンティアーゴ・アントゥネス・デ・マジョーロ（Santiago Antúnez de Mayolo）
- ホセ・マリア・アルゲダス（José María Arguedas）
- ホルヘ・バサドレ（Jorge Basadre）
- アルフレード・ブリセ・エチェニケ（Alfredo Bryce Echenique）
- ダニエル・アルシーデス・カリオン（Daniel Alcides Carrión）
- オノーリオ・デルガード（Honorio Delgado）
- ビクトル・ラウル・アジャ・デ・ラ・トーレ（Víctor Raúl Haya de la Torre）
- カジェターノ・エレディア（Cayetano Heredia）
- アラン・ガルシーア (Alan García)
- グスタボ・グティエレス (Gustavo Gutiérrez)
- リィス・アルベルト・サンチェス・サンチェス（Luis Alberto Sánchez Sánchez）
- フリオ・セサル・テージョ（Julio César Tello）
- イポリト・ウナヌエ（Hipólito Unanue）
- アブラーム・バルデロマール（Abraham Valdelomar）
- セサル・バジェホ (César Vallejo）
- マリオ・バルガス・リョサ (Mario Vargas Llosa), ( ノーベル文学賞 2010).
- フェデリーコ・ビジャレアル（Federico Villarreal）
- ジャーマン・ベリオス（G. E. Berrios）

## 名誉博士
- 野口英世(1920年)
- 池田大作(1981年) 創価学会名誉会長　（1981年4月10日名誉教授、2017年8月21日名誉博士）
- 土屋定之(2020年)文部科学事務次官